# Jenita Hulzebosch-Smit
Jenita Hulzebosch-Smit (Rouveen, 14 november 1974) is een Nederlands (marathon-) en langebaanschaatsster. Ze is getrouwd met marathonschaatser en zanger Erik Hulzebosch.
Bij de marathon domineerde ze samen met zus Gretha in het begin van de 21e eeuw het peloton. In de winter van 1995/96 won ze de Amstelmeer Marathon en de Veluwemeertocht. Op 30 december 1996 won ze het NK marathon op natuurijs in Ankeveen. Vijf dagen later eindigde ze als vierde vrouw in de Vijftiende Elfstedentocht, achter haar zus die als tweede vrouw aankwam. In 1998, 2003 en 2005 won ze het NK marathon op kunstijs en in 1999 en 2001 het ONK marathon op natuurijs die in Oostenrijk op de Weissensee bij Techendorf plaatsvonden. 
Vanaf 2002 deed ze ook mee op de 3000 en 5000 meter op de langebaan. Ze klokte op de 5000 meter baanrecords op de ijsbaan van Assen en Utrecht. Aan het eind van seizoen 2005/2006 is ze gestopt met het langebaanschaatsen.

## Langebaan

### Persoonlijke records
| Afstand    | Tijd    | Datum            | Baan       |
| ---------- | ------- | ---------------- | ---------- |
| 500 meter  | 43,74   | 26 februari 2007 | De Scheg   |
| 1000 meter | 1.25,71 | 23 februari 1994 | Collalbo   |
| 1500 meter | 2.04,60 | 11 januari 2005  | Heerenveen |
| 3000 meter | 4.09,05 | 21 november 2004 | Berlijn    |
| 5000 meter | 7.07,80 | 2 november 2005  | Heerenveen |

### Resultaten
| Jaar | NK Afstanden      | WK Afstanden      |
| ---- | ----------------- | ----------------- |
| 2003 | 3000m · 5000m     | 9e 3000m 4e 5000m |
| 2004 | 5000m             |                   |
| 2005 | 5000m             | 6e 5000m          |
| 2006 | 7e 3000m 8e 5000m |                   |

### Medaillespiegel
| Kampioenschap | Goud | Zilver | Brons |
| ------------- | ---- | ------ | ----- |
| NK Afstanden  | 2    | 2      | 0     |

## Inline-Skaten
Jenita nam in 1992 deel aan de Wereldkampioenschappen inline-skaten in Rome. Daar won ze tweemaal goud.
- op de 10.000 meter afvalkoers
- op de Halve Marathon (21.097,5 m)